# 151657 Finkbeiner
151657 Finkbeiner este un asteroid din centura principală de asteroizi.

## Descriere
151657 Finkbeiner este un asteroid din centura principală de asteroizi. A fost descoperit pe 11 decembrie 2002 la Apache Point Observatory în cadrul programului Sloan Digital Sky Survey. Asteroidul prezintă o orbită caracterizată de o semiaxă mare de 2,63 ua, o excentricitate de 0,16 și o înclinație de 10,1° în raport cu ecliptica.